# Resolutie 2383 Veiligheidsraad Verenigde Naties
Resolutie 2383 van de Veiligheidsraad van de Verenigde Naties werd unaniem door de VN-Veiligheidsraad aangenomen op 7 november 2017. De resolutie verlengde opnieuw de toestemming om de piraterij voor de Somalische kust te bestrijden.
De Russische vertegenwoordiger zei achteraf dat de resolutie te veel was toegespitst op de regio rond Somalië, en dat een globalere aanpak van de strijd tegen piraterij nodig was.
De Somalische vertegenwoordiger noemde de gebrekkige controle vanwege de overheid, slechte economische vooruitzichten en het gebrek aan ordehandhaving als de oorzaken van de piraterij. Het probleem kon ook gemakkelijk opnieuw uit de hand lopen. Hij kaartte ook aan dat buitenlandse bedrijven illegaal Somaliës wateren leegvisten.

## Achtergrond
In 1960 werden de voormalige kolonies Brits-Somaliland en Italiaans-Somaliland onafhankelijk en samengevoegd tot Somalië. In 1969 greep het leger de macht en werd Somalië een socialistisch-islamitisch land. In de jaren 1980 leidde het verzet tegen het totalitair geworden regime tot een burgeroorlog en in 1991 viel het centrale regime. Sindsdien beheersten verschillende groeperingen elk een deel van het land en viel Somalië uit elkaar. Door de armoede en wetteloosheid in het land ontstond er een probleem van piraterij, overvallen, kapingen, gijzelingen en illegale visserij voor de kust van Somalië. Tegen 2008 werd dit probleem dusdanig ernstig dat er middels resolutie 1838 maatregelen werden genomen.

## Inhoud
Door de inspanningen van landen, regionale organisaties en de scheepvaartsector daalde het aantal aanvallen en kapingen door piraten jaar na jaar. Doch bleef piraterij een probleem voor de noodhulpverlening aan Somalië en de veiligheid van de scheepvaart. De Somalische overheid droeg de verantwoordelijkheid om hiertegen op te treden, en had gevraagd om de bijstand van andere landen te verlengen. De Veiligheidsraad verlengde de toestemming daarvoor met een jaar. Intussentijd moest Somalië zijn maritieme capaciteiten versterken. Met Europese hulp werd gewerkt aan de oprichting van een kustwacht.
Niet alleen de piraten, maar ook degenen die de piraterij organiseerden moesten vervolgd worden. Door de beperkte capaciteit en wetgeving in Somalië gingen veel piraten vrijuit. In België, Indië, Mauritius en de Seychellen waren het voorgaande jaar wel piraten vervolgd.
Lijst ·  2337 ·  2338 ·  2339 ·  2340 ·  2341 ·  2342 ·  2343 ·  2344 ·  2345 ·  2346 ·  2347 ·  2348 ·  2349 ·  2350 ·  2351 ·  2352 ·  2353 ·  2354 ·  2355 ·  2356 ·  2357 ·  2358 ·  2359 ·  2360 ·  2361 ·  2362 ·  2363 ·  2364 ·  2365 ·  2366 ·  2367 ·  2368 ·  2369 ·  2370 ·  2371 ·  2372 ·  2373 ·  2374 ·  2375 ·  2376 ·  2377 ·  2378 ·  2379 ·  2380 ·  2381 ·  2382 ·  2383 ·  2384 ·  2385 ·  2386 ·  2387 ·  2388 ·  2389 ·  2390 ·  2391 ·  2392 ·  2393 ·  2394 ·  2395 ·  2396 ·  2397